# 松山基範

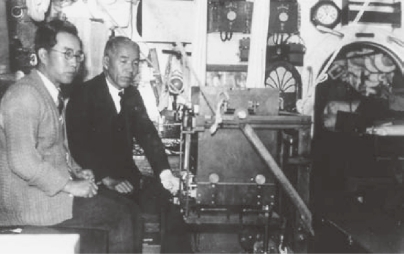
熊谷直一（左）と松山基範（中央）。1934年の写真。

松山 基範（まつやま もとのり、1884年10月25日 - 1958年1月27日）は、日本の地球物理学者・古地磁気学者。山口大学初代学長。能楽師。京都大学名誉教授。理学博士（1918年）取得。1929年に世界で初めて「地球の磁場逆転現象」説を提唱したことで知られ、258万～77万年前の逆磁極期は「松山逆磁極期」と名付けられている。

## 来歴
大分県宇佐郡駅館村大字上田（駅川町を経て現宇佐市）の曹洞宗の寺院雲栖寺の住職であった墨江天外と末原コウの間に出生。当時は、僧職の妻帯は認められていなかったため母の姓を名乗り、1896年に父が山口県豊浦郡清末村（現下関市）の高林寺の住持になると、姓を父方に改めた。少年期を過ごし両親の墓も存在する同地には現在顕彰碑が建てられている。
1898年清末尋常小学校高等科を卒業後、山口県尋常中学校豊浦分校に入学。翌1899年（明治32年）山口県立豊浦中学校として分校から独立し、1903年（明治36年）に同校を卒業。広島高等師範学校に進み教鞭を執る志田順と知遇を得る。
師範学校卒業後、徳島県阿南市富岡中学校で1年教師を務め、1907年（明治40年）京都帝国大学理工科大学物理学科入学、在学中の1910年（明治43年）に松山家に養子入りし、同家の息女と結婚し松山姓を名乗る。
1911年（明治44年）同大学卒業。そのまま同大学院へ進み新城新蔵、志田順の指導を受ける。1912年の志田の論文では共著の第6章で志田数を導き出すのに貢献している。1918年（大正7年）、同大学にて学位取得。
1919年（大正8年）5月にシカゴ大学に留学し、氷の荷重による変動を研究。この研究は氷河学の発展に寄与したとされ後年の1960年（昭和35年）イギリス南極地名委員会 (UK Antarctic Place-names Committee (UK-APC)) が業績を称え、南極半島のグレアムランド沖の海中の岩石群をMatuyama Rocksと命名。
その後欧州に遊学の後1921年（大正10年）帰国し、翌1922年（大正11年）に創設された京都帝国大学理工科大学地質学鉱物学科第一講座（理論地質学講座）教授に就任。1944年（昭和19年）定年退官。京都大学名誉教授。1949年（昭和24年）山口大学初代学長。
1950年（昭和25年）、日本学士院（当時の第二部自然科学部門）会員になる。同年11月14日には、新会員一同が昭和天皇から皇居に招かれ午餐を陪食。食事後には、松山を含む新会員が各自の研究を奏上した。

## その他の活動・研究
兵庫県の玄武洞ほか東アジア各地の岩石の残留磁化を測定し、1929年に地球磁場の反転説を世界で初めて唱えた。当時彼の説は世界の学界からほぼ無視されたが、1950年代にイギリスを中心として古地磁気学が大きく発展したことで、その正当性が広く認められることとなった。その功績により、逆磁極期（258万～77万年前）は松山逆磁極期と名付けられた。
1930年代に測地学の分野でも、朝鮮・満州・台湾・南洋諸島・日本近海の重力測定という業績を残している。特に、1934年10月に海軍の呂五十七型潜水艦にベニング・マイネス型海上重力測定装置を搭載して相模湾から日本海溝上を鋸歯状に航行し、釧路沖まで計29点の測定を実施、1935年10月に伊号第二十四潜水艦 (初代)で相模湾より小笠原諸島まで計31点の重力測定を行った。そこで得られた結果は、1936年にエディンバラで開催された国際測地学・地球物理学連合 (IUGG) 第6回総会で報告され、松山らの日本海溝における負の重力異常の発見は、国際的に高く評価された。

## 栄典・受賞
- 1932年（昭和7年）「重力偏差及岩石磁性に関する地球物理学的研究」で大阪毎日新聞東京日日新聞寄附東宮御成婚記念賞
- 1945年（昭和20年）1月17日 - 正三位[10]

## 人物
謡曲においても造詣が深く、能楽師として今尾 始（いまお はじめ）の名を持つ。

## 著作
- 松山基範『国立国会図書館デジタルコレクション 諏訪盆地の重力偏差分布に就て』日本学術協会、1928年。
- 松山基範『国立国会図書館デジタルコレクション 地球の内部に関する今日の知識』古今書院〈古今書院地理学パンフレット〉、1928年。
- 松山基範『国立国会図書館デジタルコレクション= 輓近の地震学』大阪毎日新聞社、1928年。
- 松山基範 著「国立国会図書館デジタルコレクション 地理学基礎編第2編 地球 [一]」、地人書館 編『地理学講座』 第2、地人書館、1933年。